# Епелборн
Епелборн (њем. Eppelborn) општина је у њемачкој савезној држави Сарланд. Једно је од 7 општинских средишта округа Нојнкирхен. Према процјени из 2010. у општини је живјело 17.614 становника. Посједује регионалну шифру (AGS) 10043111.

## Географски и демографски подаци
Епелборн се налази у савезној држави Сарланд у округу Нојнкирхен. Општина се налази на надморској висини од 300–400 метара. Површина општине износи 47,0 km². У самом мјесту је, према процјени из 2010. године, живјело 17.614 становника. Просјечна густина становништва износи 374 становника/km².

## Међународна сарадња
| Мјесто     | Држава    | Врста сарадње | Од    |
| ---------- | --------- | ------------- | ----- |
|            | Француска | партнерство   | 1989. |
| Кфар Табур | Израел    | партнерство   | 1988. |
| Извор      |           |               |       |